# Las Limas, Simojovel
Las Limas är en ort i Mexiko.   Den ligger i kommunen Simojovel och delstaten Chiapas, i den sydöstra delen av landet, 700 km öster om huvudstaden Mexico City. Las Limas ligger 938 meter över havet och antalet invånare är 695.
Terrängen runt Las Limas är kuperad åt nordväst, men åt sydost är den bergig. Runt Las Limas är det ganska glesbefolkat, med 45 invånare per kvadratkilometer. Närmaste större samhälle är El Bosque, 4,5 km sydväst om Las Limas. I omgivningarna runt Las Limas växer huvudsakligen savannskog.